# ساثيان
ساثيان هو جندي وممثل هندي (وحمل سابقاً جنسية الراج البريطاني)، ولد في 9 نوفمبر 1912 في الهند، وتوفي في 15 يونيو 1971 بتشيناي في الهند بسبب ابيضاض الدم. من الجوائز التي نالها جائزة ولاية كيرلا السينمائية لأفضل ممثل ‏.

## أعمال

### أفلام
- (1968) اراكيلام

## جوائز
- جائزة ولاية كيرلا السينمائية لأفضل ممثل [الإنجليزية]‏

## وصلات خارجية
- ساثيان على موقع IMDb (الإنجليزية)
- ساثيان على موقع قاعدة بيانات الفيلم (الإنجليزية)